# Periboeum bolivianum
Periboeum bolivianum là một loài bọ cánh cứng trong họ Cerambycidae.